# Colorado City (Texas)
Colorado City é uma cidade localizada no estado norte-americano do Texas, no Condado de Mitchell.

## Demografia
Segundo o censo norte-americano de 2000, a sua população era de 4281 habitantes.
Em 2006, foi estimada uma população de 3957, um decréscimo de 324 (-7.6%).

## Geografia
De acordo com o United States Census Bureau tem uma área de
13,7 km², dos quais 13,7 km² cobertos por terra e 0,0 km² cobertos por água. Colorado City localiza-se a aproximadamente 680 m acima do nível do mar.

## Localidades na vizinhança
O diagrama seguinte representa as localidades num raio de 36 km ao redor de Colorado City.